# پنجه‌دراز حبشی
پنجه‌دراز حبشی (نام علمی: Macronyx flavicollis) نام یک گونه از سرده پنجه‌درازها است.